# Hippolyte Clairon

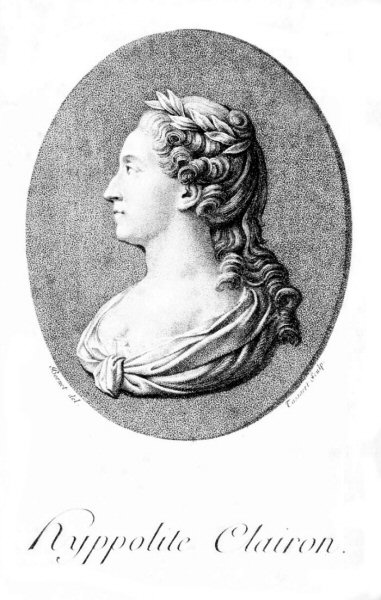
Hippolyte Clairon

Hippolyte Clairon , ofta kallad La Clairon, född Clair Josèphe Hippolyte Leris 25 januari 1723 i Condé-sur-l'Escaut, död 29 januari 29 1803), var en fransk skådespelare.
Clairon föddes i Hainaut som dotter till en armésergeant och debuterade på Comédie Italienne i Paris i en småroll i Pierre de Marivaux's L'Île des esclaves  år 1736. Hon turnerade sedan många år i provinsteatrarna. Då hon återvände till Paris fick hon sitt genombrott i titelrollen i Phèdre på Comédie-Française 1744, vilket blev en stor triumf. De följande 22 åren var hon tillsammans med Marie Françoise Dumesnil en av teaterns största kvinnliga stjärnor och spelade många roller inom klassisk tragedi och i pjäser av Voltaire, Marmontel, Saurin och de Belloy.
År 1766 slutade hon agera på scenen och blev instruktör åt teaterns elever. David Garrick, sade om henne att hon hade allt som "konst och en god förståelse med stor naturlig ande kan ge henne".
Hon hade ett utomäktenskapligt förhållande med den tyske markgreven Alexander av Brandenburg-Ansbach, som lät renovera det "vita slottet" vid hans privata residens i Triesdorf för hennes bruk.